# NGC 4127
NGC 4127 é uma galáxia espiral (Sc) localizada na direcção da constelação de Camelopardalis. Possui uma declinação de +76° 48' 16" e uma ascensão recta de 12 horas, 08 minutos e 25,8 segundos.
A galáxia NGC 4127 foi descoberta em 12 de Dezembro de 1797 por William Herschel.